# Somnambulismus
Der Somnambulismus (seltener die Somnambulie; von lateinisch somnus, „Schlaf“ und ambulare, „umherlaufen, spazieren“), auch Schlafwandeln oder Nachtwandeln (Noktambulismus), historisch Mondsucht (Lunatismus) genannt, ist ein Phänomen, bei dem ein Schlafender, ohne aufzuwachen, das Bett verlässt, umhergeht und teilweise auch Tätigkeiten verrichtet. Der jeweilige Vorfall dauert meist nur einige Minuten. Es handelt sich um einen eigenartigen Dämmerzustand. Trotz ihres schlafenden Zustandes nimmt die Person ihre Umgebung wahr.
Der somnambule Zustand kann spontan oder provoziert durch äußere, suggestive Einflussnahme auftreten. Bei letzterer handelt es sich um eine hypnotische Beeinflussung. Die erste dokumentierte künstliche Herbeiführung erfolgte in den 1780er Jahren durch den Marquis de Puységur, einen Schüler des Franz Anton Mesmer, der einen Animalischen Magnetismus propagiert hatte. Puységurs Forschungen beeinflussten den französischen Neurologen Jean-Martin Charcot (1825–1893) und den französischen Neuropsychiater Hippolyte Bernheim (1837–1919), denen auch die von Puységur 1784 dargelegte Entsprechung von spontanem und provoziertem Somnambulismus bekannt war.

## Konditionen und Auslöser
Konditionen, die zum Schlafwandeln beitragen, sind eine genetische Veranlagung und eine vorherige Periode des Schlafverlustes, oft aufgrund einer emotionalen Belastung. Hinzu kommt noch ein auslösender Faktor, beispielsweise übermäßiger Koffein- oder Alkoholgenuss, die Einnahme von Schlafmitteln, Antidepressiva und Antipsychotika sowie periodische Atemstörungen, ausgelöst durch das Schlafapnoe-Syndrom. Der Auslöser verhindert den Non-REM-Schlaf nach der Periode des Schlafverlustes. Die Handlungen während des Schlafwandelns hängen letztlich von den Wahrnehmungen und Gefühlen vor dem Einschlafen ab.

## Häufigkeit und Ursachen
Über die Häufigkeit des Phänomens liegen nur Schätzungen vor. Bei Erwachsenen geht man von ein bis zwei Prozent chronischen Schlafwandlern aus, bei Kindern sind dagegen zwischen 10 und 30 Prozent betroffen (das entspricht etwa 15 Prozent der Fünf- bis Zwölfjährigen). Jedoch wandeln nur 3 bis 4 Prozent der Kinder häufiger im Schlaf umher. In etwa 70 bis 80 Prozent der Fälle verschwindet die Neigung bis zur Pubertät. Auch bei Erwachsenen handelt es sich nicht immer um eine andauernde Erscheinung, mitunter tritt sie nur einmalig oder wenige Male auf.
In früheren Zeiten nahm man an, dass der Vollmond oder eine andere Lichtquelle das Schlafwandeln auslöst, weshalb das Phänomen auch Mondsucht (Lunatismus) genannt wurde. Dies wurde wissenschaftlich widerlegt. Körperliche Reize wie eine gefüllte Blase oder äußere Reize wie laute Geräusche können das Phänomen begünstigen. Da kindliches Schlafwandeln in der Regel mit der Pubertät verschwindet, gilt als wesentliche Ursache ein noch nicht voll ausgereiftes Zentralnervensystem.
Als erwiesen gilt eine genetische Disposition für Somnambulie, denn das Phänomen tritt in bestimmten Familien gehäuft auf. Sind beide Elternteile Schlafwandler, liegt die Wahrscheinlichkeit, dass die Kinder ebenfalls betroffen sind, statistisch bei 60 Prozent. Bei 80 Prozent der befragten Schlafwandler sind nahe Angehörige ebenfalls somnambul.

## Einordnung
Somnambulismus ist eine Schlafstörung und gehört zu der Untergruppe der Parasomnien. Der aktuelle Forschungsstand, der Untersuchungen in Schlaflabors berücksichtigt, geht davon aus, dass es sich beim Schlafwandeln um eine Störung des Aufwachmechanismus handelt, der abweichend vom Verhalten der meisten Schläfer zu nicht bewussten psychomotorischen Aktivitäten und zum Aufstehen führt. Bei anderen Menschen führt kurzes Aufwachen während des Schlafens nur dazu, dass der Betreffende sich im Bett umdreht oder bewegt und dann weiterschläft. Somnambulismus tritt nur in Tiefschlaf-Phasen auf, nicht in den Traumphasen (REM-Schlaf). Das Phänomen des Nachtwandelns hat in der Regel nichts mit anfallsartigen epileptischen Dämmerattacken zu tun. Es wurden jedoch Fälle beobachtet, bei denen gelegentlich nächtliche psychomotorische Anfälle oder postparoxysmale Dämmerzustände nach einer Grand mal (Epilepsie) in Form somnambuler Zustände auftraten.
Nicht unbedingt nur als Schlafstörung ist der mit dem Nachtwandeln verbundene veränderte Bewusstseinszustand zu bewerten, der nicht nur mittels Hypnose, sondern auch als Dämmerschlaf zu Heilzwecken eingesetzt wurde. Vielfach lösen auch ungewöhnliche Fähigkeiten der Nachtwandler Erstaunen aus. Diese Leistungen werden durch Wegfall von Ängsten und Hemmungen, die das alltägliche Bewusstsein bestimmen, möglich. Die sprichwörtliche schlafwandlerische Sicherheit nimmt von da ihren Ausgang. Bestimmte Funktionen, wie etwa die durch das extrapyramidale und vegetative Nervensystem gesteuerten Abläufe, können durch Aufmerksamkeit sogar gestört werden, wie man dies sich selbst vergegenwärtigen kann. So ist z. B. das Herabsteigen von Treppenstufen größtenteils durch das extrapyramidale Nervensystem gelenkt und kann durch gezielte Aufmerksamkeit beeinträchtigt werden, wie etwa durch das bewusste Zählen der Stufen und Schritte.
Klassifikation nach Uroš J. Jovanović:
- Sogenannte subklinische Manifestationsformen mit lediglich entsprechenden Hinweisen im Elektroenzephalogramm (EEG), Elektrookulogramm (EOG), Elektrokardiogramm (EKG) oder Elektromyogramm (EMG).
- Die abortive (unvollkommene) Verlaufsform des Schlafwandelns beschränkt sich auf das Bett. Oft setzen sich die Betreffenden auf, schauen sich um und sprechen meist unverständlich.
- Die klinisch voll ausgeprägte, aber nicht folgenschwere Form des Schlafwandelns zeigt das übliche Beschwerdebild, einschließlich möglicher Verletzungsfolgen für den Betroffenen selber.
- Die seltene aggressive Verlaufsform des Schlafwandelns hingegen kann unvorhersehbare Ausmaße annehmen. Schlafwandler können gegenüber Personen, die ihnen helfen wollen oder auch nur ahnungslos im Wege stehen, gewalttätig werden.

## Symptomatik
Beim Schlafwandeln kommt es zu sehr komplexen Handlungen. Dabei können verschiedenste Tätigkeiten durchgeführt werden, die Varianz zwischen den einzelnen Schlafwandlern ist sehr groß. Jedoch gibt es einige typische Symptome beim Schlafwandeln:
- Veränderung der Bewusstseinslage (herabgesetztes Bewusstsein) vor allem im ersten Drittel des nächtlichen Schlafes
- verminderte Reaktivität
- verminderte Geschicklichkeit
- keine Erinnerung an das Schlafwandeln nach dem Aufwachen
- ausdrucksloses, starres Gesicht, die Augen sind starr geradeaus gerichtet, der Blick scheint ins Leere zu gehen
- Hungerentwicklung während des Schlafwandelns
- sehr selten aggressives Verhalten
- gezielte und gerichtete, teils komplexe Handlungen

Bei einer schlafwandlerischen Episode richtet sich der Betroffene zunächst im Bett auf und führt wiederholt motorische Bewegungen aus, zum Beispiel Nesteln an der Bettdecke. In manchen Fällen ist die Episode danach bereits beendet, ohne dass der Betroffene aufsteht. In anderen Fällen verlassen die Schlafwandler das Bett, gehen umher, öffnen Schränke oder Türen, verlassen das Zimmer und mitunter auch das Haus; es können sogar komplexe Tätigkeiten wie Autofahren verrichtet werden. Manche Schlafwandler essen während einer Episode.
Beim Schlafwandeln sind die Augen grundsätzlich starr geöffnet, das Gesicht ist ausdruckslos, die Koordination der Bewegungen mangelhaft, die Orientierung ist eingeschränkt. Hindernisse werden oft nicht wahrgenommen; es kann zu Treppenstürzen kommen, aber auch zum Sturz vom Balkon oder aus dem Fenster. Daher sind Schlafwandler prinzipiell unfallgefährdet. Sie sind ansprechbar und beantworten auch Fragen, jedoch mit undeutlicher Artikulation.
Die meisten Schlafwandler kehren selbständig wieder in ihr Bett zurück und schlafen weiter. Nach dem Aufwachen können sie sich in den meisten Fällen an nichts mehr erinnern; teilweise gleicht die Erinnerung der an Fragmente eines Traums. Mediziner sprechen von Amnesie.

## Aggressives Ausagieren
Die Theorie, dass Menschen während einer somnambulen Phase gewalttätig werden oder gar andere Menschen töten könnten, ist umstritten. Solche Verhaltensweisen sind bei der REM-Schlaf-Verhaltensstörung möglich und werden oft mit dem Schlafwandeln verwechselt. Besondere Bekanntheit erlangte der Fall des Kanadiers Kenneth Parks: Dieser war nachts 23 Kilometer weit mit dem Auto gefahren und hatte anschließend seine Schwiegermutter getötet. Als er wieder bei klarem Bewusstsein war, konnte er sich an nichts mehr erinnern und wurde aufgrund eines schlafmedizinischen Gutachtens freigesprochen.

## Behandlung und Intervention
Bei einer akuten Episode von Somnambulie sollten die Betroffenen möglichst nicht forciert geweckt werden, da eine starke Schläfrigkeit und Schlaftrunkenheit besteht. Kehrt ein Betroffener nicht allein ins Bett zurück, sollte er vorsichtig dorthin gebracht werden; leichtes Berühren und Lenken in die richtige Richtung können schon ausreichen. Eine spezifische Therapie mit verlässlichen Prognosen gibt es nicht. Von Medikamenten raten die meisten Fachleute ab.

## Zur Geschichte der Erforschung des Somnambulismus
Armand de Chastenet de Puységur veröffentlichte im Jahre 1784 Beobachtungen über einen schlafartigen Zustand, der häufig im Verlauf der mesmerischen Behandlung auftrat. Diesen künstlichen Zustand nannte er den „provozierten Somnambulismus“. Mit ihm beginnt die eigentliche Geschichte der Hypnose. Die Ausdrücke Hypnose und Suggestion wurden jedoch nicht von ihm geprägt, sondern erst 1843 vom Chirurgen James Braid (1795–1860) aus Manchester. Dies mag als Kuriosität erscheinen, jedoch wurde die Methode von Puységur vor allem von Chirurgen angewendet, die damit angeblich Schmerzfreiheit bei einigen Operationen erzielten. Diese Methode hatte sich bis nach Indien verbreitet. Obwohl Puységur immer wieder auf seine Erfahrungen hinwies, zuletzt mit einer 1811 erscheinenden Schrift über den Somnambulismus, blieb seine Auffassung aber in breiteren Kreisen weitgehend unwirksam. Auf ähnlichen Konzepten eines animalmagnetischen Fluidums wie Mesmer aufbauend publizierte Tardy de Montravel 1785 einen Essay sur la théorie du somnambulisme magnétique. Mit einem sechsten Sinn (zwischen den äußeren fünf Sinnen und der Seele) erklärt er darin unter anderem den „magnetischen Rapport“.

## Schlafwandeln in Film, Literatur und Oper

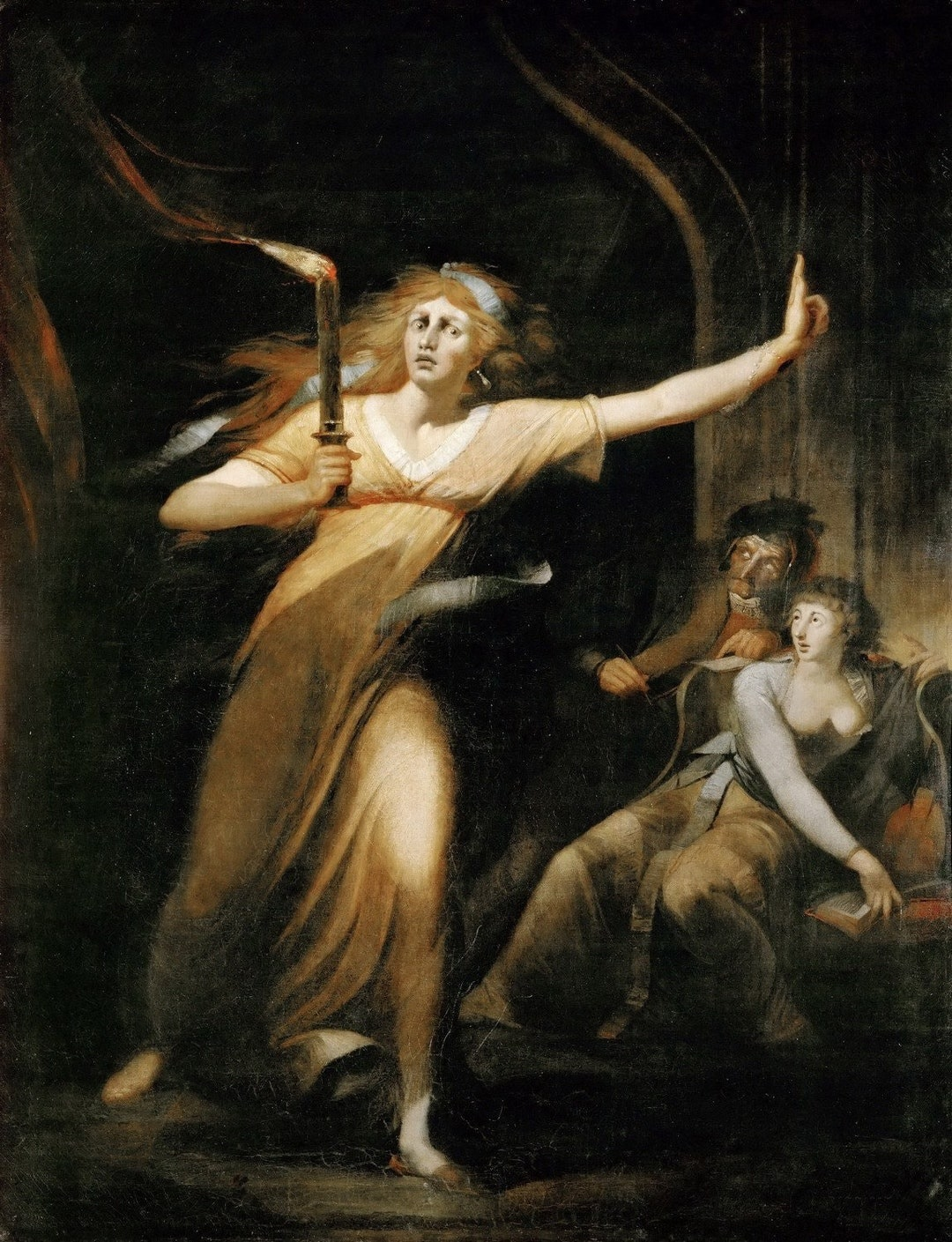
Johann Heinrich Füssli: Die schlafwandelnde Lady Macbeth

Schlafwandel wird seit jeher – vielfach im humoristischen Sinne – thematisiert. Bourvil stellt sich in der französischen Erfolgskomödie Drei Bruchpiloten in Paris, auch: Die große Sause (La grande vadrouille) (1966) schlafwandelnd, um einem Mädchen seine Zuneigung zu erklären. In Tanz der Vampire (1967) konstruiert die Figur des Prof. Abronsius sogar als Ausrede eine umfangreiche Theorie von schlaffliegenden Fledermäusen, die er verfolgt habe. In dem Stummfilm Das Cabinet des Dr. Caligari (1920) wird ein Schlafwandler als ausführendes Versuchsmedium eingesetzt, und im Film Sleepwalker – Der Schlafwandler des schwedischen Regisseurs Johannes Runeborg findet sich ein von Schlafstörungen geplagter Architekt in einer albtraumhaften Welt wieder, in der plötzlich seine Familie verschwunden ist.

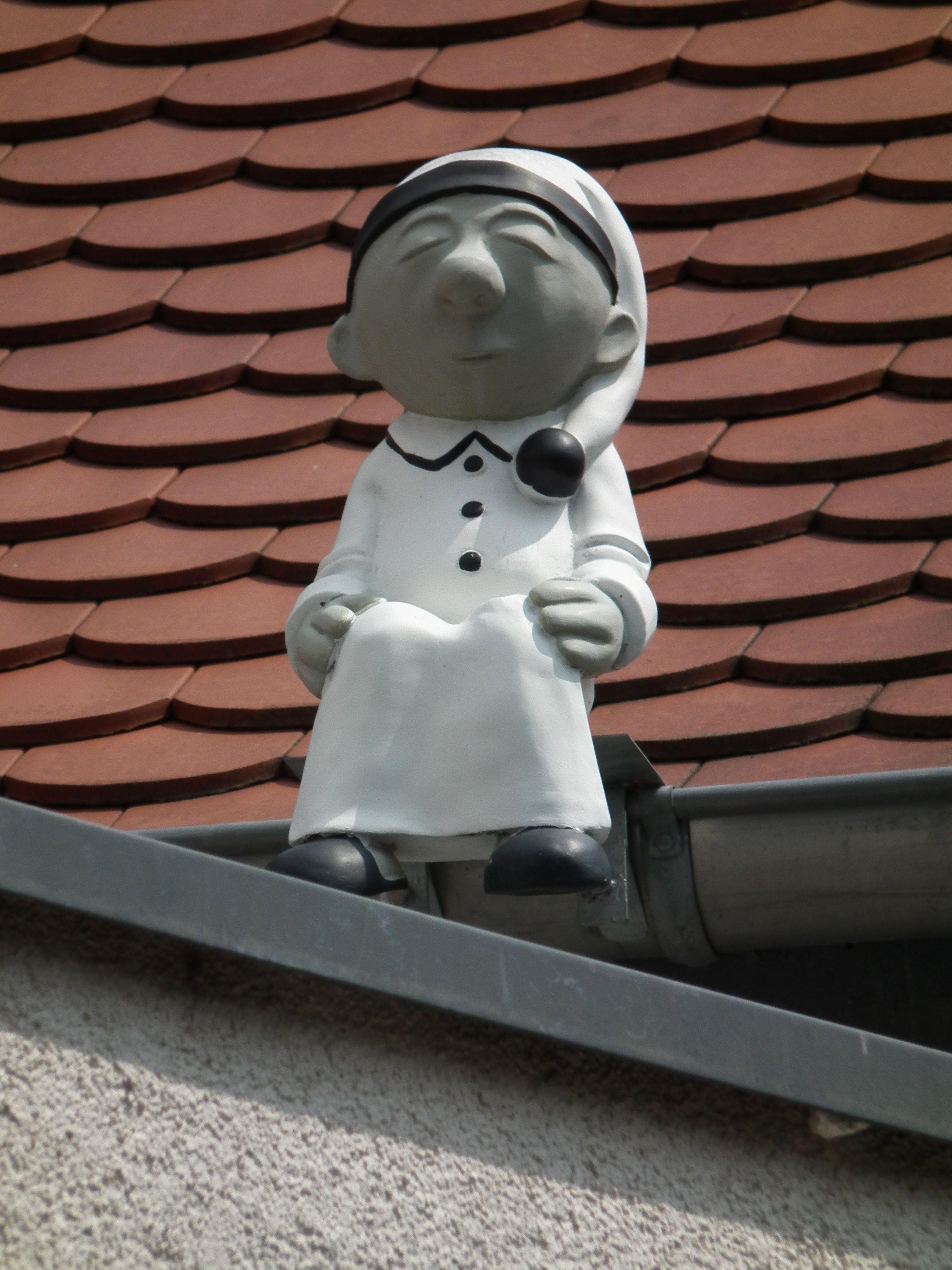
Figur eines Schlafwandlers als Dachschmuck

Auch in der Literatur taucht das Motiv des Schlafwandlers immer wieder auf. In dem Kinderbuch Heidis Lehr- und Wanderjahre von Johanna Spyri wird aus der von Heimweh und Einsamkeit geplagten Heidi eine Schlafwandlerin. In Sebastian Fitzeks Psychothriller Der Nachtwandler verschwindet die Frau des Protagonisten Leon unter unerklärlichen Umständen, und im Roman Nicht im Traum des Schriftstellers Robert Kleindienst wird sich der Protagonist Simon Selander erst nach und nach seiner Schlafwandelphasen, die ihn in bedrohliche Situationen bringen, bewusst.
Aus dem Jahr 1843 findet sich in den Mittheilungen aus dem magnetischen Schlafleben der Somnambüle Auguste K. in Dresden ein ausführlicher Bericht über die schlafwandelnde Schwägerin des Verfassers.
Auch in Kleists Drama Prinz Friedrich von Homburg wird das Phänomen beschrieben. Der Prinz schlafwandelt durch die Nacht und kann sich im Anschluss an nichts mehr erinnern.
Vincenzo Bellini verarbeitete das Thema in seiner Oper La sonnambula (1831). Diese wiederum basiert auf La Somnambule ou L’arrivée d’un nouveau seigneur, einer Vaudeville-Komödie Eugène Scribes von 1819, oder auf dessen Libretto zur 1827 an der Pariser Oper uraufgeführten gleichnamigen Ballettpantomime Jean-Pierre Aumers.